# Zimmern unter der Burg
Zimmern unter der Burg település Németországban, azon belül Baden-Württembergben. Lakosainak száma 477 fő (2023. december 31.). Zimmern unter der Burg Schömberg, Dautmergen, Rosenfeld, Rottweil és Dietingen községekkel határos.

## Népesség
A település népessége az elmúlt években az alábbi módon változott:
| Lakosok száma | 390  | 473  | 469  | 456  | 447  | 477  |
|               | 1975 | 2017 | 2019 | 2021 | 2022 | 2023 |